# Малышкин (деревня)
Малышкин — деревня в Стародубском муниципальном округе Брянской области.

## География
Находится в южной части Брянской области на расстоянии приблизительно 9 км на юг-юго-запад по прямой от районного центра города Стародуб.

## История
Упоминалась деревня с середины XIX века как хутор. На карте 1941 года хутор был показан как поселение с 32 дворами. В 1964 году хутор Малышкин был объединён с хутором Богданов (Парище) в деревню Малышкин. В середине XX века работал колхоз «Первое Мая». В 1859 году здесь (хутор Стародубского уезда Черниговской губернии) был учтен 1 двор. Упоминается, что он также назывался Миклашевского, так как был владение дворянского рода Миклашевских.
До 2019 года входила в состав Занковского сельского поселения, с 2019 по 2020 в состав Понуровского сельского поселения Стародубского района до их упразднения.

## Население
Численность населения: 6 человек в 2002 году (русские 97 %), 2 в 2010, а в переписи 2020/2021 годов деревня больше не упоминается — вероятно, она заброшен.